# 戸倉勝城
戸倉 勝城（とくら かつき、1914年11月3日 - 1997年6月6日）は、山口県出身のプロ野球選手（外野手）・監督。

## 経歴
豊浦中学を経て、法政大学を卒業。卒業後は、大連満倶・林兼商店でプレーイングマネージャーを務めた。1950年に社会人野球大洋漁業から河内卓司らと引き抜かれ、この年創立された毎日に入団。
35歳という高齢でのプロ入りながら、同年3月11日のパ・リーグ開幕戦（西鉄戦）で4番を打ち、初打席で木下勇から本塁打を放って初打席初本塁打とパ・リーグ第1号本塁打を記録した。この年の7月5日の大映戦（後楽園球場）では、ナイターでの第1号本塁打を記録する。最終的には21本塁打、96打点でチームの初優勝に貢献した。
翌年4月には阪急に移籍。毎日監督の湯浅禎夫による、戸倉の将来のために若いチームで指導者的な立場を兼ねさせようとの意向、加えてパ・リーグを主導する毎日ならではのリーグの戦力均衡の観点からの譲渡だった。以後、4番打者として活躍し、1952年（.301）、1954年（.300）、1955年（.321）と3度の3割以上、特に1955年には40歳にして自己ベストの打率.321（リーグ3位）を残し、1955年と1956年に2年連続でベストナインを受賞する。1958年限りで引退。なお、40代での規定打席到達による打率3割達成は史上初である。
翌1959年に阪急の打撃コーチに就任。同年途中から、藤本定義に代わって監督に就任する。しかし、貧打のためリーグ優勝はすることができず1962年に退団。
1967年には東京の監督に就任するが、またしても貧打に泣く一方で、あまりバントを試みない強気一辺倒の作戦が永田雅一オーナーの不評を買い、6月にいったん休養し、8月に復帰したがわずか2週間で解任された（後任は濃人渉）。
その後は野球解説者として活躍するが、1997年6月6日に亡くなった。酒豪で有名であった。

## 詳細情報

### 年度別打撃成績
| 年 度     | 球 団     | 試 合 | 打 席 | 打 数 | 得 点 | 安 打 | 二 塁 打 | 三 塁 打 | 本 塁 打 | 塁 打 | 打 点 | 盗 塁 | 盗 塁 死 | 犠 打 | 犠 飛 | 四 球 | 敬 遠 | 死 球 | 三 振 | 併 殺 打 | 打 率 | 出 塁 率 | 長 打 率 | O P S |
| --------- | --------- | ----- | ----- | ----- | ----- | ----- | -------- | -------- | -------- | ----- | ----- | ----- | -------- | ----- | ----- | ----- | ----- | ----- | ----- | -------- | ----- | -------- | -------- | ----- |
| 1950      | 毎日      | 110   | 447   | 414   | 90    | 109   | 18       | 9        | 21       | 208   | 96    | 22    | 12       | 1     | --    | 29    | --    | 0     | 39    | 3        | .263  | .312     | .502     | .814  |
| 1951      | 阪急      | 91    | 340   | 311   | 37    | 68    | 13       | 4        | 10       | 119   | 55    | 8     | 5        | 0     | --    | 29    | --    | 0     | 24    | 1        | .219  | .285     | .383     | .668  |
| 1952      | 阪急      | 106   | 399   | 369   | 51    | 111   | 17       | 7        | 7        | 163   | 53    | 25    | 5        | 3     | --    | 26    | --    | 1     | 22    | 4        | .301  | .348     | .442     | .790  |
| 1953      | 阪急      | 113   | 438   | 409   | 52    | 110   | 21       | 7        | 8        | 169   | 54    | 13    | 1        | 3     | --    | 21    | --    | 4     | 38    | 13       | .269  | .311     | .413     | .724  |
| 1954      | 阪急      | 127   | 485   | 443   | 43    | 133   | 27       | 5        | 10       | 200   | 79    | 13    | 7        | 2     | 5     | 33    | --    | 2     | 51    | 3        | .300  | .351     | .451     | .803  |
| 1955      | 阪急      | 139   | 532   | 480   | 62    | 154   | 27       | 9        | 6        | 217   | 64    | 21    | 8        | 6     | 8     | 37    | 6     | 0     | 51    | 6        | .321  | .369     | .452     | .822  |
| 1956      | 阪急      | 143   | 552   | 499   | 69    | 146   | 22       | 8        | 8        | 208   | 72    | 11    | 7        | 6     | 9     | 34    | 5     | 4     | 56    | 5        | .293  | .343     | .417     | .759  |
| 1957      | 阪急      | 78    | 266   | 241   | 29    | 64    | 9        | 2        | 5        | 92    | 34    | 2     | 0        | 0     | 2     | 21    | 3     | 2     | 31    | 3        | .266  | .330     | .382     | .711  |
| 通算：8年 | 通算：8年 | 907   | 3459  | 3166  | 433   | 895   | 154      | 51       | 75       | 1376  | 507   | 115   | 45       | 21    | 24    | 230   | 14    | 13    | 312   | 38       | .283  | .334     | .435     | .768  |

- 各年度の太字はリーグ最高

### 表彰
- ベストナイン：2回 （外野手部門：1955年、1956年）

### 記録
初記録
- 初出場・初先発出場：1950年3月11日、対西鉄クリッパース1回戦（阪急西宮球場）、4番・右翼手で先発出場
- 初打席・初安打・初本塁打・初打点：同上、1回裏に木下勇から左越2ラン

その他の記録
- オールスターゲーム出場：4回 （1951年、1953年、1955年、1956年）
- パシフィック・リーグ第1号本塁打
- 初打席本塁打 ※史上2人目
- 新人の開幕戦本塁打 ※史上2人目[4]

### 背番号
- 8 （1950年）
- 27 （1951年 - 1961年）
- 30 （1962年）[5]
- 50 （1967年）